# Metrogorodok
Il quartiere Metrogorodok (in russo Район Метрогородок?, "cittadina del metrò") è un quartiere di Mosca sito nel Distretto Orientale.
Per molto tempo l'attuale territorio del quartiere è stato un'area boschiva, le prime dacie vi compaiono alla fine del XIX secolo. Lo sviluppo urbano inizia negli anni 1930, nell'area sorgono i depositi e gli alloggi operai della Metrostroj, dove lavorarono e vissero i primi costruttori della metropolitana di Mosca. Nel 1950 lo sviluppo urbano procede rapido e nel 1960 il quartiere viene incluso nel territorio della città.